# Das Ungeheuer
Das Ungeheuer (Originaltitel: Trog) ist ein britischer Spielfilm aus dem Jahr 1970 mit Joan Crawford. Es war der letzte Auftritt in einem Kinofilm für Joan Crawford, die ihre Karriere 1925 begonnen hatte.

## Handlung
Zwei Studenten entdecken mitten in England eine Höhle, in der ein affenartiges Wesen haust. Das Ungeheuer tötet einen der Studenten und wird anschließend gefangen und der Obhut von Dr. Brockton, einer Anthropologin und weltweit führenden Expertin in der Affenforschung, überstellt. Sie untersucht das Wesen aus einer vergangenen Zeit und gibt ihm den Namen Trog. Bald schon entdeckt Dr. Brockton, dass Trog das Missing Link darstellt, die entscheidende Verbindung in der Entwicklung des Menschen von den Affen. Zwischen Mensch und Affe entwickeln sich rasch freundschaftliche Gefühle und bald vermag Trog über die Zeichensprache seinen inneren Gedanken Ausdruck zu geben. Alles könnte harmonisch verlaufen und aus Trog ein wertvolles Mitglied der Gesellschaft werden, doch eines Tages tötet er einen Hund. Das Ereignis wird von den Medien aufgebauscht und führt zu einer Gerichtsverhandlung, in der Dr. Brockton verurteilt wird, ihren Schützling zu töten, da er eine latente Gefahr für die Menschen darstellen würde. Ehe es dazu kommt, wird Trog von Naturschützern befreit, verbreitet in einem Amoklauf Angst und Schrecken, entführt ein Kind und wird am Ende von der Armee mit Dynamit in die Luft gesprengt.

## Hintergrund
Joan Crawford schaffte nach einer mehrjährigen Abwesenheit von der Leinwand, in der sie sich hauptberuflich den Belangen des Getränkekonzerns Pepsi gewidmet hatte, 1962 ein vielbeachtetes Come-Back. Unter der Regie von Robert Aldrich und an der Seite von Bette Davis spielte sie in Was geschah wirklich mit Baby Jane?. Insgesamt ruinierte der Erfolg jedoch auf lange Sicht ihre Karriere dauerhaft. Weder die Auftritte in Frauen, die nicht lieben dürfen noch in Die Zwangsjacke entsprachen im Folgenden den schauspielerischen Fähigkeiten von Joan Crawford. Nach 1965 war die Karriere der Schauspielerin in den USA mehr oder weniger beendet. Der Versuch, die Hauptrolle in einer Fernsehserie zu bekommen scheiterte ebenso wie die Hoffnung auf weitere Filmangebote.
Am Ende akzeptierte sie für eine geringe Gage das Angebot des englischen Produzenten Herman Cohen, in England die Hauptrolle in dem kostengünstig produzierten Thriller Zirkus des Todes zu übernehmen. Der Film wurde ein kommerzieller Erfolg und Crawford arbeitete erneut für Cohen in Das Ungeheuer. Der Film hatte mit 2,5 Mio. US-Dollar ein höheres Budget als Zirkus des Todes, wenn auch ein großer Teil der Ausgaben in die Hotelsuite für Crawford sowie die von ihr verlangte Limousine mit Fahrer flossen. Daher musste bei der Ausstattung gespart werden. So stammte das Affenkostüm aus dem Fundus von Stanley Kubricks 2001: Odyssee im Weltraum. Allerdings reichte das Geld nicht für einen professionellen Kostümdesigner, so dass es am Ende schlecht saß und ständig verrutschte. Herman Cohen gelang es, Crawford, die damals nach eigenem Bekunden ein massives Alkoholproblem entwickelt hatte, dazu zu bewegen, nicht während der Drehzeiten zu trinken. Trotz des finanziellen Erfolges von Das Ungeheuer zog sich Joan Crawford danach mehr und mehr zurück und verbrachte die nächsten Jahre als Gaststar in Episoden von Fernsehserien und in Talkshows. Der Film erlebte in Deutschland seine Uraufführung am 26. November 1970.
Die Schauspielerin war sich der Minderwertigkeit des Films stets bewusst. Gegenüber Roy Newquist meinte sie rückblickend:

„Wäre ich nicht Anhängerin der Christian Science und würde auf der gegenüberliegende Seite der Straße eine Werbung für ‚Das Ungeheuer‘ sehen, ich glaube, ich würde den Freitod in Erwägung ziehen.“

## Kinoauswertung
Mit Einnahmen von 2.900.583 US-Dollar allein in der ersten Verleihwoche erwies sich der Film in den USA als finanzieller Erfolg.

## Kritik
Der Film erhielt nahezu einhellig verheerende Kritiken. Zu den wenigen Rezensionen, die noch etwas Positives sehen wollten, gehörte der Film Dienst.

„Formal belanglose, oft unfreiwillig komische Science-Fiction-Geschichte, die geistig im Darwinismus angesiedelt ist und wie ein Protest gegen die Übermacht von Technik und Zivilisation wirkt.“

Die The New York Times befand, Das Ungeheuer sei zwar ein Debakel, und trotzdem:

„Es gibt immerhin etwas Positives zu berichten und […] das ist Joan Crawford, die sich mit allem, was sie hat, in ihre Rolle wirft. Leider ist das auch schon alles, was insgesamt für diese entschlossene Dame, die in einer Parade von schicken Hosenanzügen und Kleidern sehr attraktiv aussieht, spricht.“

Der Evangelische Film-Beobachter bemerkt lapidar, bei dem Film handle es sich um

„schlichteste Science-Fiction-Unterhaltung.“

„The Official Razzie Movie Guide as one of The 100 Most Enjoyably Bad Movies Ever Made“ führt unter anderem auch Das Ungeheuer auf.